# Objektiv (pořad)
Objektiv je cestovatelský pořad České televize, nejstarší svého druhu v České republice.

## Historie pořadu
Nápad vytvořit pořad s tematikou zahraničních zajímavostí vznikl v Československé televizi už na počátku 80. let 20. století. Na programu se tak objevil měsíčník Perem a kamerou, který si získal u diváků značnou oblibu. Bylo tedy rozhodnuto dát cestovatelskému pořadu více prostoru. Tehdejší generální ředitel ČST Jan Zelenka přišel s námětem na půlhodinový týdeník s názvem Objektiv. Na obrazovce se poprvé objevil v neděli 11. ledna 1987 dopoledne.
Přípravou magazínu byla od počátku pověřena zahraniční redakce zpravodajství. Reportáže se věnovaly nejen spřáteleným komunistickým zemím, ale dávaly možnost poznat i prostředí států Západu.
Po roce 1989 byli moderováním Objektivu pověřeni bývalí hlasatelé Kamila Moučková (1990–1993) a Richard Honzovič (1989–1993), kteří museli televizi po roce 1968 nedobrovolně opustit. Začátkem 90. let došlo ke stažení většiny zahraničních korespondentů a zmenšila se i produkce pořadu. Začali se však objevovat první dobrodruzi, amatérští filmaři a cestovatelé, kteří nabízeli své materiály. Tento model se začal ve větší míře praktikovat až ve druhé polovině 90. let. Tvůrci pořadu také jako první využili od roku 1998 nově koupenou digitální technologii a začali jako první pravidelně vysílat z trojrozměrného studia vytvořeného v počítači.
Po roce 2000 se hlavním zdrojem materiálů staly příspěvky externistů a zahraničních zpravodajů ČT, naopak se omezují agenturní příspěvky.

## Moderátoři
Ke kmenovým reportérům a moderátorům patřili třeba bývalý mluvčí Ministerstva zahraničních věcí ČR Vít Kurfürst (1989–1994), Jaroslav Janků (1987–1989), Přemysl Čech (1989–1993), Renata Wiszczorová (1990), Jiří Vondráček (1994–1998) nebo ředitel zpravodajství ČT Zdeněk Šámal (1991–1993). Pořad dále uváděli Josef Maršál (1994 – 26. ledna 2003) i Barbora Šámalová (1994 – 26. března 2006) i Petr Buchta (2000) i Tereza Engelová (2. února 2003 – 1. října 2006) či Tomáš Šponar (2002, 15. října 2006 – 4. května 2014), který je nyní projektovým manažerem Objektivu.
Dlouholetou moderátorkou pořadu byla v letech 2006 až 2023 Vendula Krejčová (první moderovaný díl 9. dubna 2006, poslední moderovaný díl 29. října 2023), ta se následně od listopadu 2023 stala tiskovou mluvčí ČT. Moderátorkou pořadu i nadále zůstává Anetta Kubalová (první moderovaný díl 11. května 2014) a nově se jím stal Pavel Polák (první moderovaný díl 7. ledna 2024).

## PrvenstvíObjektivu
Tři prvenství pořadu Objektiv jsou:
1. první pravidelný cestovatelský magazín v českých televizích
2. nejstarší pořad svého druhu s nepřerušenou tradicí
3. první televizní relace v ČR, která začala ve svém designu pravidelně využívat virtuálního studia a 3D technologií.